# Bodo (Ciad)
 Bodo  è un comune del Ciad situato nel dipartimento di Kouh Orientale, provincia del Logone Orientale.
È il capoluogo del dipartimento.